# Porphyrinia accedens
Porphyrinia accedens är en fjärilsart som beskrevs av Felder 1874. Porphyrinia accedens ingår i släktet Porphyrinia och familjen nattflyn. Inga underarter finns listade i Catalogue of Life.